# Guilherme Franco
Guilherme Franco (* 25. November 1946 in São Paulo; † 12. November 2016 ebenda) war ein brasilianischer Perkussionist, der sowohl im Bereich des Jazz als auch der Weltmusik bekannt geworden ist.

## Leben und Wirken
Franco zog nach den USA, wo er seit 1974 mit dem amerikanischen Quartett von Keith Jarrett auftrat; später gehörte er zum Paul Winter Consort. In den frühen 1990er Jahren war er Mitglied von Don Pullens African-Brazilian Connection. Auch hat er mit Teresa Brewer, Lonnie Liston Smith, McCoy Tyner, Elvin Jones, Woody Shaw, Terumasa Hino, Carlos Garnett, Arthur Blythe, Lee Konitz, Gato Barbieri, Ivo Perelman oder Oscar Castro-Neves aufgenommen.
Daneben gründete er 1981 in New York City eine Sambaschule und die Sambagruppe Pe de Boi, die auch mit David Byrne auftrat. 1998 nahm er das Soloalbum Capoeira: Legendary Music of Brazil auf, auf dem er die meisten Instrumente selbst spielte.

## Diskographische Hinweise
- Archie Shepp The Cry of My People (1972)
- Keith Jarrett Treasure Island (1974)
- Paul Winter Consort  Concert for the Earth (1985)
- Don Pullen Kele Mou Bana (1991)
- Pe de Boi  Power Samba Band (1998)
- Thiago de Mello Essential Thiago de Mello (2001)